# Fekete-Fehér Képregényantológia
A Fekete-Fehér Képregényantológia a Míves Céh által Magyarországon kiadott képregényantológia. A sorozat összesen hat, egyenként 100 oldalas kötetet élt meg (2005. március - 2006. október).

## Történet
Az antológia fő célkitűzése magyarul nyomtatásban még soha meg nem jelent, illetve eredeti magyar művek megjelentetése volt. A kiadványok főleg 14 és 30 év közötti olvasóknak készültek, és az első, könyvesbolti forgalomba kerülő képregények közé tartoztak.
Az eredetileg negyedévire tervezett sorozat első kötete 2005 márciusában, az 1. Magyar Képregényfesztivál alkalmára jelent meg. A kedvező fogadtatásnak köszönhetően júniusban valóban meg is jelent a második, ám ezt követően már csak az év végi másik nagy rendezvényre, a Hungarocomixra tudta kihozni a kiadó a harmadikat. 2006-ban lényegében ugyanígy alakult a számok kiadása. 2007-ben a szerkesztőség új néven (Papírmozi), új kiadónál, némileg megváltozott profillal folytatta az antológiát.

## Állandó munkatársak
A kötetek szerkesztője Bayer Antal, a címlapok tervezője Fekete Imre volt. Rendszeres fordítók: Láng István, Bárány Ferenc, Polyák Béla, Gálvölgyi Judit és Bayer Antal. Beírók: Uray Márton és Kálmán Ibolya.

## A sorozat kötetei

### Fekete-Fehér Képregényantológia 1: Sin City és más történetek
Megjelent 2005. márciusban. Címlap: Frank Miller.
| Képregények                                                             | Író                  | Rajzoló        | Fordító         |
| ----------------------------------------------------------------------- | -------------------- | -------------- | --------------- |
| Sin City: Ahogy a kedves vevő parancsolja és A piros ruhás nő (1. rész) | Frank Miller         | Frank Miller   | Polyák Béla     |
| Blueberry: Az eltűnt német aranybányája (1. rész)                       | Jean-Michel Charlier | Jean Giraud    | Bayer Antal     |
| Spirit: Körözés                                                         | Will Eisner          | Will Eisner    | Gálvölgyi Judit |
| Nero Blanco: Érkezés (1. rész)                                          | Koszper Gábor        | Odegnál Róbert |                 |
| Constantine: Romlott szerelem                                           | Garth Ennis          | Steve Dillon   | Varga Péter     |
| Életképkockák: Az ember legjobb barátja                                 | Gérard Lauzier       | Gérard Lauzier | Láng István     |
| Öt perc Istennel                                                        | Denis Kitchen        | Denis Kitchen  | Bayer Antal     |
| Batman: Apró bűnök                                                      | Howard Chaykin       | Howard Chaykin | Bárány Ferenc   |
| Képsorok                                                                | Szerző               | Szerző         | Fordító         |
| Andy Capp                                                               | Reg Smythe           | Reg Smythe     | Bayer Antal     |
| Isteni Színjáték                                                        | Damien Glez          | Damien Glez    | Láng István     |
| Pszichopark (Liberty Meadows)                                           | Frank Cho            | Frank Cho      | Láng István     |
| Cikkek                                                                  | Szerző               | Szerző         |                 |
| Dark Horse – Itt is, ott is                                             | Kemenes Tamás        | Kemenes Tamás  |                 |
| Képregénypályázat nyertesei / Így készült a Pepita Ofélia               | Bayer Antal          | Bayer Antal    |                 |
| Marcel Gotlib-portré                                                    | Bayer Antal          | Bayer Antal    |                 |

### Fekete-Fehér Képregényantológia 2: Batman és egyéb történetek
Megjelent 2005. júniusban. Címlap: Barry Windsor-Smith
| Képregények                                               | Író                  | Rajzoló        | Fordító         |
| --------------------------------------------------------- | -------------------- | -------------- | --------------- |
| Sin City: A piros ruhás nő (2. rész) / Hústorony és Csöpi | Frank Miller         | Frank Miller   | Polyák Béla     |
| Blueberry: Az eltűnt német aranybányája (2. rész)         | Jean-Michel Charlier | Jean Giraud    | Bayer Antal     |
| Batman: Az ördög trombitája                               | Archie Goodwin       | José Muñoz     | Gálvölgyi Judit |
| Batman: Balhé                                             | Matt Wagner          | Matt Wagner    | Bárány Ferenc   |
| Pepita Ofélia: Blues                                      | Oroszlány Balázs     | Fehér Zoltán   |                 |
| Proxima Centauri                                          | Philippe Druillet    | Jean Giraud    | Bayer Antal     |
| A gömb                                                    | Hauck Ferenc         | Fekete Imre    |                 |
| Ripper jr.                                                | Győri Tibor          | Győri Tibor    |                 |
| A Reménység úttörői: A borzalmak éjszakája (1. rész)      | Roger Lécureux       | Raymond Poïvet | Bayer Antal     |
| Képsorok                                                  | Szerző               | Szerző         | Fordító         |
| Andy Capp                                                 | Reg Smythe           | Reg Smythe     | Bayer Antal     |
| Isteni Színjáték                                          | Damien Glez          | Damien Glez    | Láng István     |
| Pszichopark (Liberty Meadows)                             | Frank Cho            | Frank Cho      | Láng István     |
| Cikkek                                                    | Szerző               | Szerző         |                 |
| (Kötetünk szerzői)                                        | Bayer Antal          | Bayer Antal    |                 |
| Egy kicsit Giraud, egy kicsit Moebius                     | Bayer Antal          | Bayer Antal    |                 |
| 1. Magyar Képregényfesztivál                              | Bayer Antal          | Bayer Antal    |                 |
| Bűnös város, bűnös film (Sin City)                        | Koszper Gábor        | Koszper Gábor  |                 |
| Egy legendás franciaképregény: A Reménység úttörői        | Bayer Antal          | Bayer Antal    |                 |
| Helló, helló, itt a Vertigo-sziget!                       | Kemenes Tamás        | Kemenes Tamás  |                 |

### Fekete-Fehér Képregényantológia 3: Blueberry és sokan mások
Megjelent 2005. októberben. Címlap: Jean Giraud
| Képregények                                          | Író                  | Rajzoló         | Fordító          |
| ---------------------------------------------------- | -------------------- | --------------- | ---------------- |
| Sin City: A kékszemű                                 | Frank Miller         | Frank Miller    | Polyák Béla      |
| Blueberry: Az eltűnt német aranybányája (3. rész)    | Jean-Michel Charlier | Jean Giraud     | Bayer Antal      |
| Batman: A két rokonlélek                             | Bruce Timm           | Bruce Timm      | Gálvölgyi Judit  |
| Batman: Denevérré válni                              | Warren Ellis         | Jim Lee         | Gátszegi Gergely |
| Erre inni kell!                                      | Miriam Katin         | Miriam Katin    | Gálvölgyi Judit  |
| Nero Blanco: Érkezés (2. rész)                       | Bayer Antal          | Jécsai Zoltán   |                  |
| Szivárvány köz: Szeplőtelen szűz                     | Fehér Zoltán         | Fehér Zoltán    |                  |
| Hősmagyar: Hős születik                              | Kemenes Tamás        | Bardon Barnabás |                  |
| A Reménység úttörői: A borzalmak éjszakája (2. rész) | Roger Lécureux       | Raymond Poïvet  | Bayer Antal      |
| Bukkanók: Ajándék                                    | Kemenes Tamás        | Pilcz Roland    |                  |
| Bukkanók: Jól vagyok                                 | Kemenes Tamás        | Jécsai Zoltán   |                  |
| Bukkanók: Játék                                      | Kemenes Tamás        | Pásztor Tamás   |                  |
| Képsorok                                             | Szerző               | Szerző          | Fordító          |
| Andy Capp                                            | Reg Smythe           | Reg Smythe      | Bayer Antal      |
| Isteni Színjáték                                     | Damien Glez          | Damien Glez     | Láng István      |
| Pszichopark (Liberty Meadows)                        | Frank Cho            | Frank Cho       | Láng István      |
| Tomster hihetetlen kalandjai                         | Pásztor Tamás        | Pásztor Tamás   |                  |
| Cikkek                                               | Szerző               | Szerző          |                  |
| (Kötetünk szerzői)                                   | Bayer Antal          | Bayer Antal     |                  |
| Internetes interjú Miriam Katinnal                   | Bayer Antal          | Bayer Antal     |                  |
| A Képregény Világnapja a Gödörben                    | Bayer Antal          | Bayer Antal     |                  |
| Joann Sfar Budapesten                                | Bayer Antal          | Bayer Antal     |                  |
| Torony: premier és kiállítás a Retortában            | Bayer Antal          | Bayer Antal     |                  |
| Előzetes: Klasszikus Sebők Imre-album                | Bayer Antal          | Bayer Antal     |                  |
| Szigetelés a Mozinet-sátorban                        | Bayer Antal          | Bayer Antal     |                  |

### Fekete-Fehér Képregényantológia 4: Szombat esti vadnyugat
Megjelent 2006. februárban. Címlap: Frank Miller.
| Képregények                                    | Író                  | Rajzoló           | Fordító       |
| ---------------------------------------------- | -------------------- | ----------------- | ------------- |
| Sin City: Mint minden szombat este             | Frank Miller         | Frank Miller      | Polyák Béla   |
| Blueberry: Az aranytöltényes szellem (1. rész) | Jean-Michel Charlier | Jean Giraud       | Bayer Antal   |
| Beton: Gazdagok és hírességek                  | Paul Chadwick        | Paul Chadwick     | Bárány Ferenc |
| Sivatagi bor                                   | Sváb József          | Sváb József       |               |
| Alkotói válság / Főzőcske                      | Lanczinger Mátyás    | Lanczinger Mátyás |               |
| Szemünk fénye                                  | Ábrai Barnabás       | Ábrai Barnabás    |               |
| Aliens: Turistaszezon                          | Beau Smith           | Gray Morrow       | Uray Márton   |
| Képsorok                                       | Szerző               | Szerző            | Fordító       |
| Andy Capp                                      | Reg Smythe           | Reg Smythe        | Bayer Antal   |
| Isteni Színjáték                               | Damien Glez          | Damien Glez       | Kemenes Tamás |
| Pszichopark (Liberty Meadows)                  | Frank Cho            | Frank Cho         | Láng István   |
| Tomster hihetetlen kalandjai                   | Pásztor Tamás        | Pásztor Tamás     |               |
| Kalyber Joe                                    | Pilcz Roland         | Pilcz Roland      |               |
| Krampusz                                       | Sváb József          | Sváb József       |               |
| Cikkek                                         | Szerző               | Szerző            |               |
| (Kötetünk szerzői)                             | Bayer Antal          | Bayer Antal       |               |
| Hungarocomix az Új Sugárban                    | Bayer Antal          | Bayer Antal       |               |
| Képregényiskola: Dokumentáció és anyaggyűjtés  | Sváb József          | Sváb József       |               |

### Fekete-Fehér Képregényantológia 5: Sötét lovak
Megjelent 2006. júniusban. Címlap: Esad Ribic.
| Képregények                                    | Író                  | Rajzoló            | Fordító       |
| ---------------------------------------------- | -------------------- | ------------------ | ------------- |
| Rozsomák: Aki hátulról jön                     | John Paul Leon       | John Paul Leon     | Bayer Antal   |
| Sin City: Rossz kanyar                         | Frank Miller         | Frank Miller       | Polyák Béla   |
| Blueberry: Az aranytöltényes szellem (2. rész) | Jean-Michel Charlier | Jean Giraud        | Bayer Antal   |
| Beton: A sivatagi ég alatt                     | Paul Chadwick        | Paul Chadwick      | Bárány Ferenc |
| Guta nyomozó esetei: A csinovnyik halála       | Lanczinger Mátyás    | Lanczinger Mátyás  |               |
| Pókember: Necces füles                         | Keith Giffen         | Keith Giffen       | Harza Tamás   |
| A gének                                        | Gróf Balázs          | Gróf Balázs        |               |
| First contact                                  | Fekete Imre          | Fekete Imre        |               |
| Puzzle                                         | Göndöcs Gergely      | Göndöcs Gergely    |               |
| "Stop the hair nude"                           | David Mazzucchelli   | David Mazzucchelli | Bayer Antal   |
| 8 perc                                         | Cserkuti Dávid       | Cserkuti Dávid     |               |
| Képsorok                                       | Szerző               | Szerző             | Fordító       |
| Andy Capp                                      | Reg Smythe           | Reg Smythe         | Bayer Antal   |
| Pszichopark (Liberty Meadows)                  | Frank Cho            | Frank Cho          | Láng István   |
| Cikkek                                         | Szerző               | Szerző             |               |
| (Kötetünk szerzői)                             | Bayer Antal          | Bayer Antal        |               |
| 2. Magyar Képregényfesztivál                   | Bayer Antal          | Bayer Antal        |               |
| Alfabéta-díjasok, 2006                         | Bayer Antal          | Bayer Antal        |               |
| Ptiluc, Disznóól, Kuplung, Komikon…            | Bayer Antal          | Bayer Antal        |               |

### Fekete-Fehér Képregényantológia 6: Betonfejek és cemendék
Megjelent 2006. októberben. Címlap: Paul Chadwick.
| Képregények                                                                | Író                  | Rajzoló       | Fordító                      |
| -------------------------------------------------------------------------- | -------------------- | ------------- | ---------------------------- |
| Beton: A négykerekű altatópirula                                           | Paul Chadwick        | Paul Chadwick | Bárány Ferenc                |
| Sin City: Rossz irány / És a hármas számú ajtó mögött… / Apuci kicsi lánya | Frank Miller         | Frank Miller  | Polyák Béla                  |
| Blueberry: Az aranytöltényes szellem (3. rész)                             | Jean-Michel Charlier | Jean Giraud   | Bayer Antal                  |
| Pókember: A randi                                                          | Mark Andreyko        | Jill Thompson | Harza Tamás                  |
| Csak oda                                                                   | Herega Zoltán        | Győri Tibor   |                              |
| Doktor Strange                                                             | Jim Starlin          | Jim Starlin   | Bayer Antal                  |
| A nagy nanorobot-háború                                                    | Fekete Imre          | Fekete Imre   |                              |
| Kegyelem!                                                                  | Frank Miller         | Frank Miller  | Bayer Antal                  |
| Képsorok                                                                   | Szerző               | Szerző        | Fordító                      |
| Andy Capp                                                                  | Reg Smythe           | Reg Smythe    | Bayer Antal                  |
| Pszichopark (Liberty Meadows)                                              | Frank Cho            | Frank Cho     | Láng István                  |
| Isteni Színjáték                                                           | Damien Glez          | Damien Glez   | Kemenes Tamás és Bayer Antal |
| Cikkek                                                                     | Szerző               | Szerző        |                              |
| (Kötetünk szerzői)                                                         | Bayer Antal          | Bayer Antal   |                              |
| Képregény a Mozinet-sátorban másodszor is                                  | Bayer Antal          | Bayer Antal   |                              |
| Utószó                                                                     | Bayer Antal          | Bayer Antal   |                              |